# タオルハンカチ

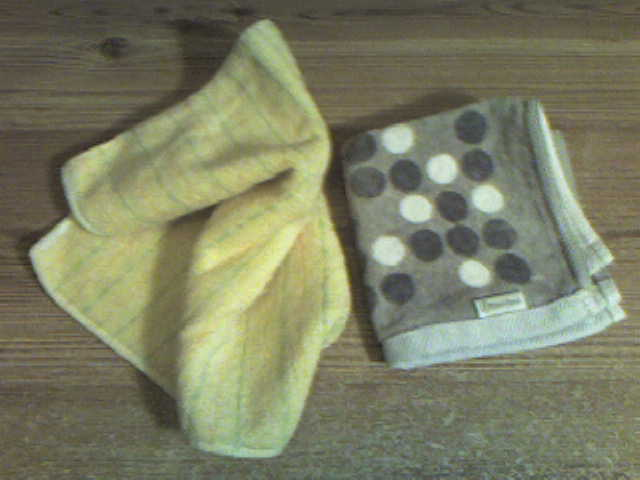
タオルハンカチ

タオルハンカチは、タオル地で作られたハンカチである。

## 産地
- 愛媛県今治市

## 話題
- 2006年、第88回全国高等学校野球選手権大会の優勝校早稲田実業のエース斎藤佑樹選手が青いタオルハンカチで汗を拭くことから、電子掲示板やマスコミにおいて「ハンカチ王子」と呼ばれ、青いハンカチが全国でブームになった。また日米高校親善野球に参加した愛媛県立今治西高等学校の宇高幸治選手が今治市の青いタオルハンカチを日本チームのメンバーに配ったことで今治のタオルメーカーに青いハンカチの注文が殺到し品切れや注文待ちのところまででるなど大きな効果を生んだ。